# Segundo (album)
 (mars 2023).
Si vous disposez d'ouvrages ou d'articles de référence ou si vous connaissez des sites web de qualité traitant du thème abordé ici, merci de compléter l'article en donnant les références utiles à sa vérifiabilité et en les liant à la section « Notes et références ».
Segundo est le deuxième album de Maria Rita, sorti en 2005.

## Liste des chansons
1. Caminho das Águas (Rodrigo Maranhão)
2. Recado (Rodrigo Maranhão)
3. Casa Pré-fabricada (Marcelo Camelo)
4. Mal Intento (Jorge Drexler)
5. Ciranda do Mundo (Eduardo Krieger)
6. Minha Alma (a Paz Que Eu Não Quero) (Marcelo Yuka et O Rappa)
7. Sobre Todas as Coisas (Edu Lobo et Chico Buarque)
8. Sem Aviso (Francisco Bosco et Fred Martins)
9. Muito Pouco (Moska)
10. Feliz (Dudu Falcão)
11. Despedida (Marcelo Camelo)
12. Conta Outra (live) (Edu Tedeschi)